# Blutch
Blutch, pseudonimo di Christian Hincker (Strasburgo, 27 dicembre 1967), è un fumettista francese creatore del fumetto Blotch e collaboratore della rivista Fluide Glacial, nel 2009 ha vinto il Grand Prix de la ville d'Angoulême.
Ha partecipato ad alcuni film in qualità di attore.

## Attore
- Villemolle 81  regia di Winshluss (2009)
- Mammuth, regia di Gustave de Kervern e Benoît Delépine (2010)
- La camera azzurra regia di Mathieu Amalric (2014)
- Comme un avion, regia di Bruno Podalydés (2015)
- Saint-Amour, regia di Benoît Delépine e Gustave Kervern (2016)